# 索奇督
索奇督（又译苏奇督）是一名缅甸克伦族军官和前叛军指挥官，现任克伦边防军中央司令部总书记和执行顾问。他是民主克伦佛教军999营的前指挥官，在克伦邦行动的大多数缅甸边防部队来自民主克伦佛教军（DKBA）派系，该派系于1994年脱离克伦民族联盟（KNU）并与缅甸军队结盟。在民主克伦佛教军领导人中，他被认为是DKBA军事部门及其政治管理部门中最具权势的决策者。他还拥有从事伐木和汽车交易的大型企业，据传他参与了贩毒活动。2010年，他接受缅甸政府的要求，将DKBA转变为一支由缅甸国防军指挥的边防部队。

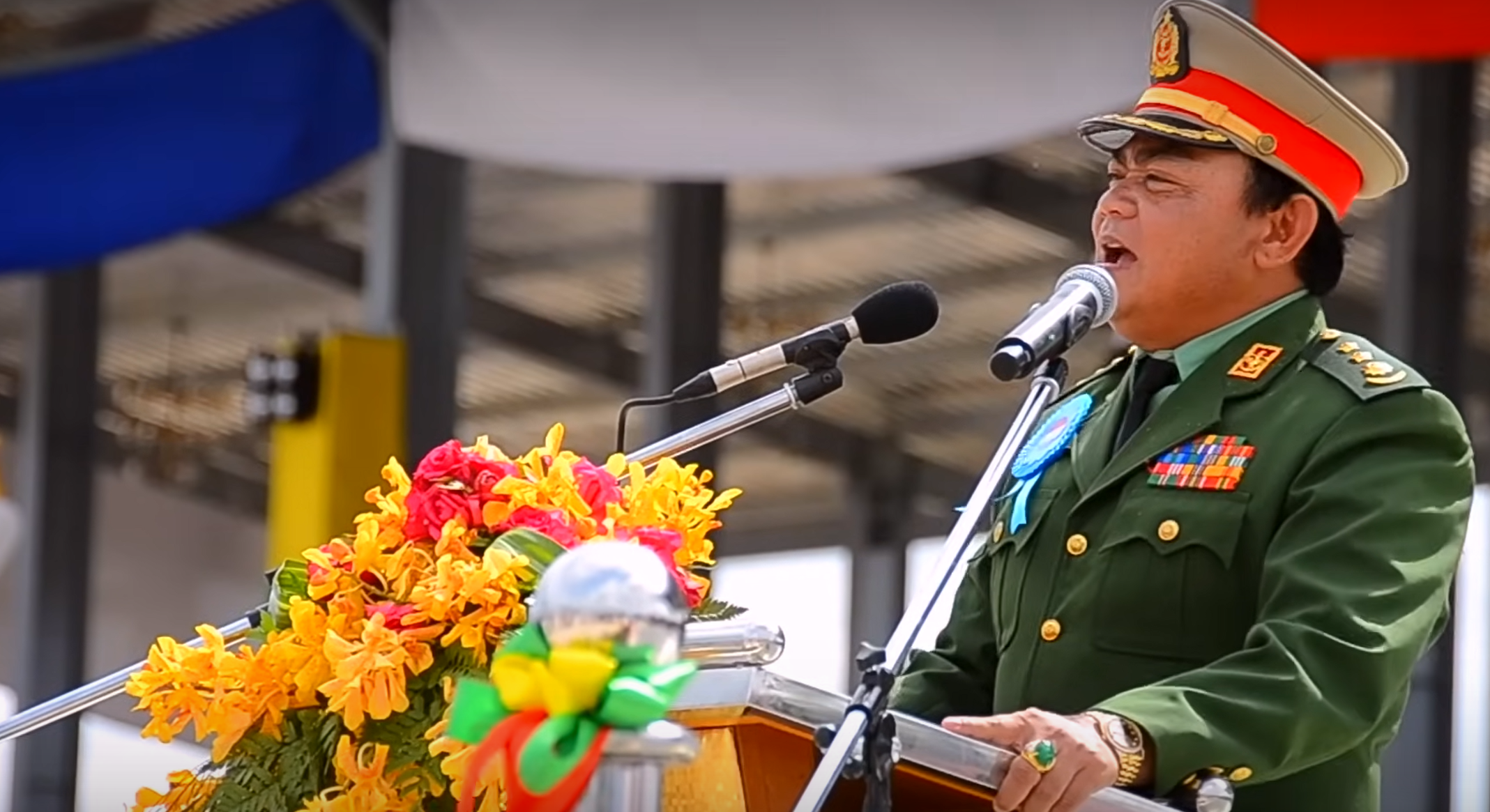
索奇督

2017年，索奇督开始与由柬埔寨籍华裔佘智江领导的亚太国际控股集团合作，在佘智江支付470万美元的首付款后，开始在水沟谷开发亚太新城。他还与由中国黑社会14K组织头目尹国驹领导的东美集团达成了一项开发赛西港的协议。2020年6月，文官领导的政府成立了一个特别法庭以调查亚太开发项目，成功地停止了正在进行的建设。该项调查令领导克伦边防军的缅甸国防军蒙羞。2020年12月，缅甸国防军向包括索奇督在内的克伦边防军将领施压，要求其卸任。
在2021年缅甸政变后，缅甸国防军专注于随之而来的缅甸内战，无暇顾及克伦边防军领导层改革，亚太开发项目得以继续建设。2022年11月，他被授予缅甸最高荣誉之一的Thiri Pyanchi称号。